# GE U5B

A GE U5B é uma pequena locomotiva diesel-elétrica produzida pela GE entre 1961 e 1963, sendo utilizada no Brasil, Chile, Honduras e Tunísia.
Tendo sido produzida no EUA um total de 139 unidades.
Foi projetada para linhas com restrições de gabarito e peso, sendo utilizada principalmente para manobra, linhas indústriais sendo típica de países em desenvolvimento ou subdesenvolvidos. São capazes de operar em qualquer bitola, sendo que foram produzidas locomotivas para as bitolas entre  de 0,914 e 1,676m.

## U5B no Brasil
A RFFSA em 1961 fez um grande pedido de locomotivas para pequenos e médios serviços como parte de um amplo programa de dieselização vigente em suas regionais que ainda se serviam de tração a vapor. 
Dentre as locomotivas encomendadas a GE estavam locomotivas do modelo U5B em número de 20 para bitola larga para operar na EFCB e 88 em bitola métrica para muitas regionais no Brasil.
Graças ao seu peso por eixo bastante reduzido e relativa econômica se tornaram locomotivas ideais para tração de trens de manobra ou serviço nas linhas precárias e até mesmo a tração de trens de passageiros e carga em linhas secundárias, mesmo limitadas devido sua baixa potência, impossibilidade de tração múltipla devido a falta de tomadas MU e ausência de freio dinâmico.
As U5B foram diversas vezes transferidas entre regionais, porém seu controle nem sempre foi devidamente documentado levando hoje a uma série de incoerências históricas e registro de uma mesma maquina em duas ou até mesmo 3 regionais diferentes ao mesmo tempo.
Hoje temos em operação Dezessete das Dezenove locomotivas que a FCA recebeu, sendo duas devolvidas a RFFSA como inoperacionais. Treze na MRS sendo que três destas foram devolvidas a RFFSA também como inservíveis e Doze na ALL. Também são operadas pela Ferrovia Transnordestina Logística sendo a essa concessionárias Dezessete, das quais doze operacionais. A Novoeste possuía pelo menos uma, mas foi baixada antes mesmo de se tornar Brasil Ferrovias.

### Preservação
Em 2017 a RUMO doou a unidade 902072-1L para a ABPF PR, totalmente operacional, onde está preservada e funcionando na sede da associação, em Curitiba, PR.

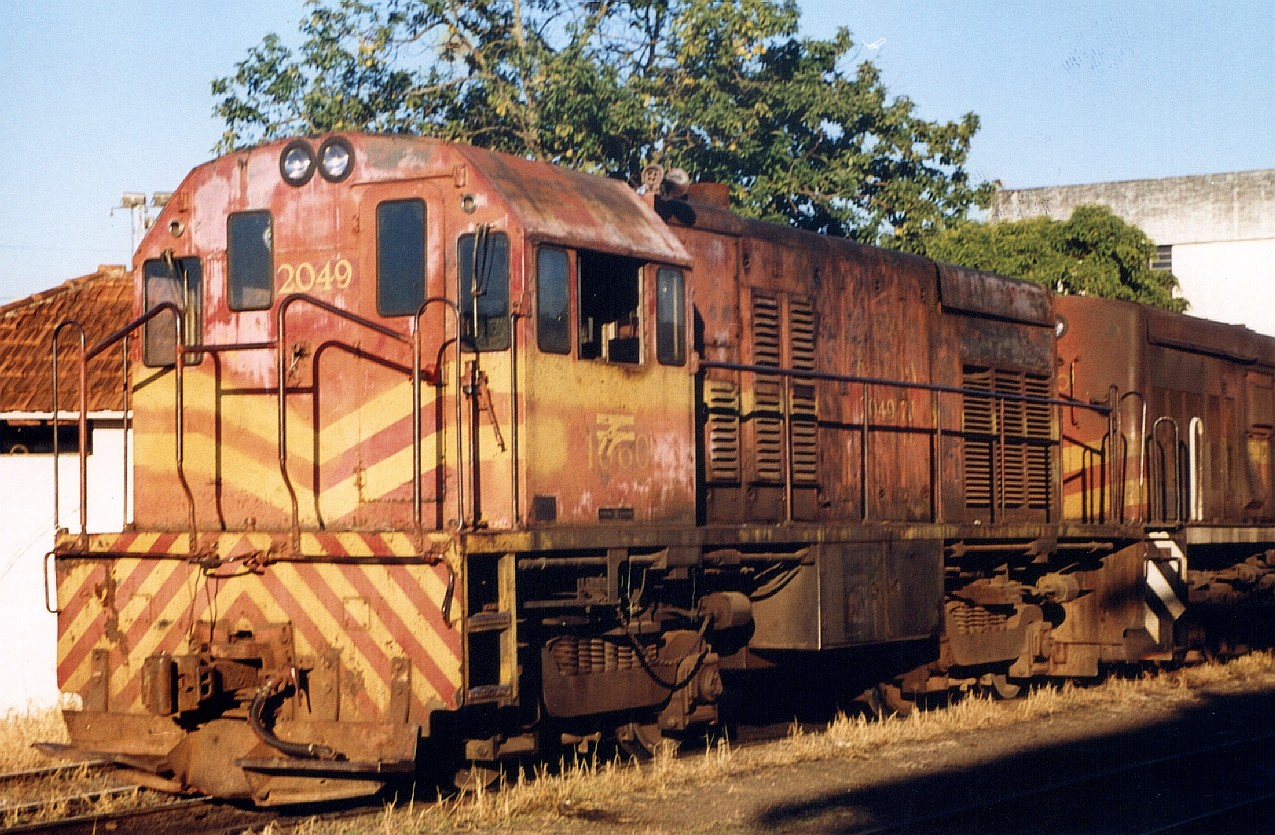
RFFSA nº2049. Triagem Paulista - Bauru - SP
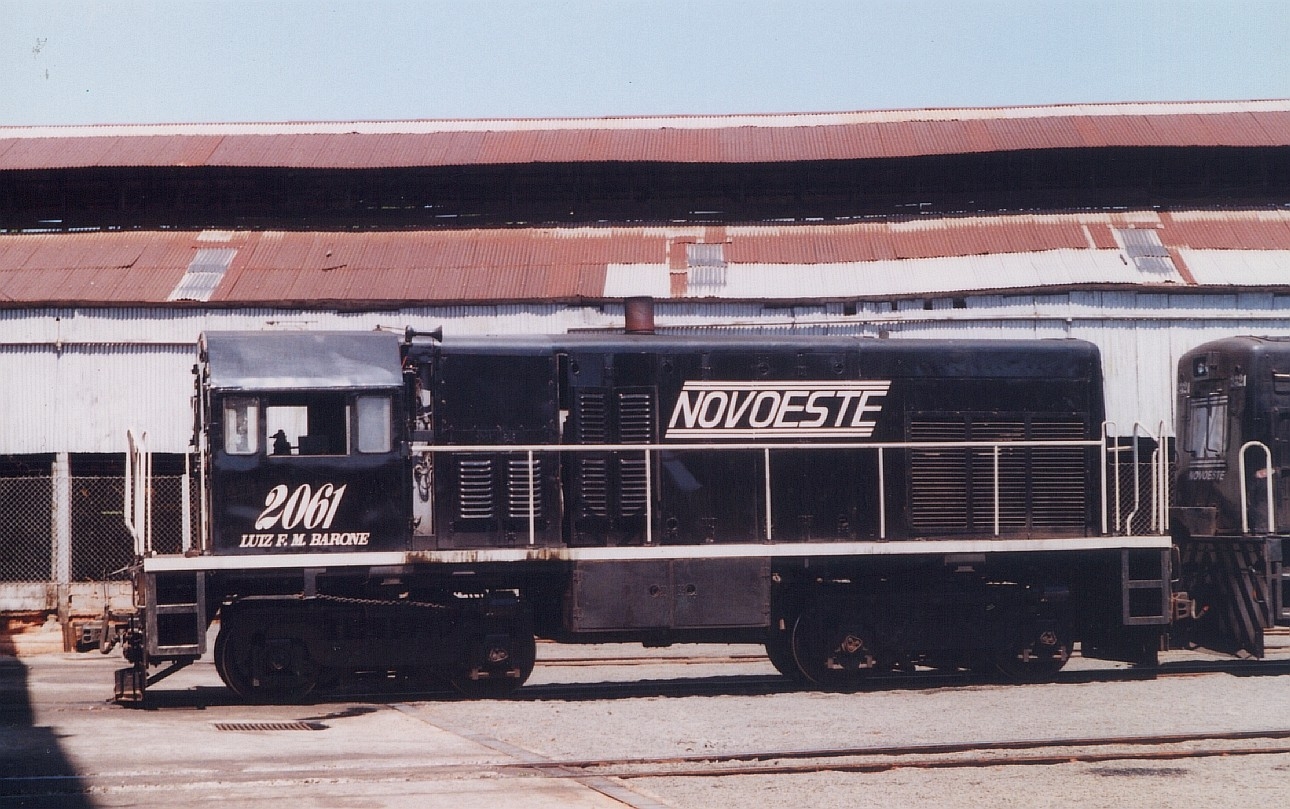
Novoeste nº2061 - Triagem Paulista - Bauru - SP

## Tabela
| Modelo | Potência (HP) | Bitola (m)    | Fabricante       | Origem | Ano de Fabricação |
| ------ | ------------- | ------------- | ---------------- | ------ | ----------------- |
| U5B    | 540           | 0,914 a 1,676 | General Electric | EUA    | 1961 a 1963       |